# L'Aiguillon-sur-Vie
L'Aiguillon-sur-Vie is een gemeente in het Franse departement Vendée (regio Pays de la Loire) en telt 1109 inwoners (1999). De plaats maakt deel uit van het arrondissement Les Sables-d'Olonne.

## Geografie
De oppervlakte van L'Aiguillon-sur-Vie bedraagt 23,1 km², de bevolkingsdichtheid is 48,0 inwoners per km².
De onderstaande kaart toont de ligging van L'Aiguillon-sur-Vie met de belangrijkste infrastructuur en aangrenzende gemeenten.
In tegenstelling tot haar naam ligt de gemeente niet aan de Vie, maar aan de Jaunay.

## Demografie
Onderstaande figuur toont het verloop van het inwonertal (bron: INSEE-tellingen).
1. ↑  Populations de référence 2022.